# Tančík vz. 33
La Tančík vz. 33 (Tanqueta modelo 33 en checo) era una tanqueta diseñada y fabricada en Checoslovaquia y que prestó servicio en su ejército, aunque fue principalmente empleada operacionalmente por Eslovaquia durante la Segunda Guerra Mundial. Se construyeron 74 unidades. Los alemanes capturaron 40 cuando ocuparon Bohemia-Moravia en marzo de 1939. El Ejército eslovaco heredó 30 al mismo tiempo que declaró su independencia de Checoslovaquia. En servicio eslovaco, solamente fueron empleadas durante la Insurrección nacional eslovaca.

## Descripción
La Tančík vz. 33 era ensamblada a partir de un armazón de ángulos ranurados de acero, sobre el cual se remachaban planchas de blindaje. El conductor iba sentado a la derecha, con un visor de 300 mm x 125 mm protegido por un vidrio blindado de 50 mm de espesor y una cubierta blindada que tenía una ranura de 2 mm. El artillero iba sentado a la izquierda y tenía un visor similar, pero de menores dimensiones que el del conductor. Su ametralladora ZB vz. 26 iba montada en un afuste hemisférico delante de él. Habían visores similares a los lados y en la parte posterior. La ametralladora del conductor estaba fijada y este la disparaba mediante un cable Bowden; tenía una provisión de 2.600 cartuchos para ambas ametralladoras.
El blindaje frontal tenía un espesor de 12 mm y el lateral era de 8 mm de espesor, mientras que el techo y el piso tenían un espesor de 6 mm. Esto era considerado suficiente para hacer rebotar balas antiblindaje de 7,92 mm disparadas a distancias mayores de 125 m para el blindaje frontal y a más de 185 m para el blindaje lateral. Se suponía que ambos resistirían ante balas comunes disparadas a distancias mayores de 50 m.
El motor Praga de cuatro cilindros en línea enfriado por agua, de 1.190 cc y 30 cv iba dentro del compartimiento de combate. Alcanzaba una velocidad máxima de 35 km/h sobre carretera. A la izquierda del motor estaba ubicado un tanque de gasolina con una capacidad de 50 l. La caja de cambios tenía cuatro velocidades adelante y una atrás. Esta, al igual que la caja reductora, el diferencial, los cardanes y los frenos, había sido tomada del camión Praga AN.
La suspensión era una versión modificada de la empleada por la tanqueta Carden-Loyd Mk.VI. Consistía en dos pequeñas ruedas de rodaje acopladas a un armazón, dos armazones unidos y amortiguados mediante ballestas formaban un boje, con un boje a cada lado. Las orugas eran guiadas mediante marcos de madera forrados de metal. Tenía una presión sobre el suelo de apenas 0,5 kg/cm². El vehículo podía cruzar una zanja de 1,2 m de ancho, trepar un obstáculo de 0,5 m de alto y vadear un arroyo de 0,4 m de profundidad.

## Desarrollo
El Ejército checoslovaco compró en 1930 tres tanquetas Carden-Loyd Mk.VI y la licencia para producirlas, con la Českomoravská Kolben-Daněk construyendo cuatro copias ese mismo año como prototipos para futuras órdenes. Las Carden-Loyd fueron evaluadas durante las maniobras de otoño y revelaron numerosos problemas: los tripulantes tenían un pobre campo de visión a través de las estrechas ranuras, el campo de disparo de la ametralladora era muy estrecho y a los tripulantes les era difícil comunicarse entre ellos. Además, eran lentas, sus motores eran poco potentes y sufrían averías con frecuencia. Uno de los prototipos de la P-1 tuvo que ser reconstruido con visores adicionales en todas direcciones, depósito de munición interno y campo de disparo de la ametralladora ampliado a 60° para resolver estos problemas. Fue ampliamente probado entre 1931 y 1932, haciéndole unos cuantos cambios más. El blindaje fue incrementado de 6 a 8 mm de espesor en los lados, y de 9 a 12 mm de espesor al frente, añadiendo una ametralladora fija para el conductor. Dos de los cuatro prototipos fueron reconstruidos al mismo estándar; las tres tanquetas fueron oficialmente aceptadas por el Ejército el 17 de octubre de 1933. El otro prototipo fue finalmente entregado al Sha de Irán. El 19 de abril de 1933 se ordenaron setenta unidades, que fueron suministradas en octubre de 1934.

## Historial de combate

### Checoslovaquia
Las maniobras del otoño de 1934 dieron por válidas las sobrestimaciones de muchos en el Ejército. El artillero tenía problemas en sostener su arma a velocidades de más de 10 km/h y le era imposible apuntar. El conductor no podía usar su ametralladora al mismo tiempo que manejaba el vehículo. Este tenía problemas al ir sobre terreno accidentado, demostrando ser inadecuado para reconocimiento, porque al ir con las escotillas cerradas, sus tripulantes solamente podían ver el camino delante de ellos. La falta de una radio hacía que la coordinación entre los vehículos de un pelotón o una formación más grande fuese imposible.
Mientras era empleada entre 1934 y 1936 como un sustituto de los tanques ligeros Škoda-CKD LT vz. 34 que todavía no habían entrado en servicio, el Ejército decidió organizarlas en pelotones de tres tanquetas, asignándolos para apoyar unidades en las zonas fronterizas. Estos pelotones fueron ampliamente utilizados para sofocar las protestas y desmanes instigados por el Partido Alemán de los Sudetes de Konrad Henlein y los Sudetendeutsches Freikorps (grupos paramilitares entrenados en Alemania por el Schutzstaffel) entre mayo y octubre de 1938. También fueron empleados para repeler incursiones húngaras y polacas, a veces formando un batallón completo. Estas tanquetas ayudaron a cubrir a la infantería mientras evacuaban Eslovaquia del Sur después del Primer arbitraje de Viena el 2 de noviembre de 1938.

### Alemania nazi
Los alemanes capturaron cuarenta Tančík vz. 33 al ocupar Checoslovaquia, pero no existe registro sobre su empleo, por lo que se presume que fueron rápidamente desmanteladas o relegadas a tareas de entrenamiento.

### Eslovaquia
Las treinta Tančík vz. 33 formaron un pelotón en el Batallón Blindado "Martín", creado por el Ejército eslovaco a mediados de 1939, pero fueron relegadas a tareas de entrenamiento durante 1940. Fueron empleadas por los insurgentes al inicio de la Insurrección nacional eslovaca en septiembre de 1944, pero se sabe muy poco sobre sus acciones.